# Гетто в Коссово
Гетто в Ко́ссово (конец июня 1941 — 25 августа 1942) — еврейское гетто, место принудительного переселения евреев города Коссово Ивацевичского района Брестской области в процессе преследования и уничтожения евреев во время оккупации территории Белоруссии войсками нацистской Германии в период Второй мировой войны.

## Оккупация Коссово и создание гетто
Перед войной евреи составляли 2/3 населения Коссово. 26 (25)июня 1941 местечко заняли части вермахта. Оккупация продлилась более 3-х лет — до 13 июля 1944 года.
Реализуя нацистскую программу уничтожения евреев, немцы создавали гетто почти во всех городах и населённых пунктах Беларуси, где проживало еврейское население. Так и в Коссово в конце июня 1941 года оккупанты создали в квартале на окраине городка гетто, согнав туда около 4000 евреев, включая также и пригнанных в начале октября 1941 года евреев из близлежащих деревень.

## Условия в гетто
Гетто представляло собой квартал домов на окраине городка, куда поместили евреев, разрешив взять с собой только часть самых необходимых вещей и запретив брать с собой продукты и домашний скот. В оставленные еврейские дома вселились оккупанты, полицаи и местные жители. Скученность в гетто — по 10-15 человек в комнате — была чрезвычайная, люди болели и умирали от антисанитарных условий, голода и тяжёлой работы.
В июле 1941 года нацисты заставили нескольких евреев стать членами юденрата, а Мотеля Хайкина (Чайкина) — председателем.
Узников под страхом смерти заставили носить на спине и груди нашивки в виде жёлтой шестиконечной звезды, разрешили ходить только по проезжей части улиц, а увидев немца или полицая, евреи обязаны были уже издалека снимать головной убор и кланяться им.
Территория гетто была ограждена и охранялась местными и украинскими полицаями.
Евреям полностью запретили заниматься земледелием, огородничеством и садоводством, не дозволялось иметь скот и вообще любую другую живность. Приобретать еду евреям позволялось только в обмен на свои вещи.
Немецкие власти принципиально не выдавали узникам гетто никаких продуктов, и выжить евреям помогало только то, что местные жители, нуждавшиеся в помощи евреев-ремесленников, подкупали полицаев из охраны, заказывали работу в гетто и расплачивались за это едой. Еврейское имущество безнаказанно отбиралось любым оккупантом и полицаем.
Из-за страшной скученности в гетто многие быстро умирали от тифа и голода. Гетто почти не было ограждено заборами, но на всех дорогах постоянно дежурили белорусские полицаи, которым помогали присланные на помощь украинские и литовские полицаи.
Комендантом Коссово был назначен пожилой немец Лянге, который за взятки в виде золота и драгоценностей обещал председателю юденрата Хайкину, что пока он комендант, то расстрелов не будет. Возможно, по этой причине, но до июня 1942 года в Коссово почти не было массовых убийств евреев — большей частью они погибали от пуль полицейских, пытаясь уйти в леса. Евреев часто убивал заместитель Лянге, любивший пускать в ход плётку за малейшее отклонение от немецких предписаний — например, он забивал ею насмерть любого еврея, ступившего на тротуар.
Зимой всех жителей гетто в возрасте от 16 до 55 лет использовали на принудительных изнурительно-тяжёлых работах — расчистке дорог, вырубке леса, переносе камней и шпал, часто гоняя полуживых людей на железнодорожную станцию в 8 километрах от Коссово. В ветхой одежде и обуви, без пищи, многие не выдерживали, падали и умирали прямо на дороге. В феврале 1942 года коссовских евреев, наряду с другими, пригнали в район местечка Берёза, к Бронной Горе, где в сильный мороз, голодных и измождённых, заставили рыть ямы, предназначенные, как выяснилось потом, для захоронения более 50 000 евреев — будущих жертв нацистов.

## Уничтожение гетто
Немцы очень серьёзно относились к возможности еврейского сопротивления, и поэтому в первую очередь убивали евреев-мужчин в возрасте от 15 до 50 лет — несмотря на экономическую нецелесообразность, так как это были самые трудоспособные узники.
Весной-летом 1942 года в урочище Яловасто около Коссово было убито примерно 150 евреев. Многих евреев из Коссовского гетто и окружающих деревень убивали у Коссовского замка в урочище Меречовщина. По словам свидетелей, на детей немцы пули жалели и, как правило, разбивали им головы о дерево, а самых маленьких закапывали живыми.
В конце июля 1942 года немцы начали стягивать в Коссово дополнительные силы. В местечко прибыло около трехсот человек — членов зондеркоманды, жандармерии, эсэсовцев и полицаев. Они окружили гетто плотным кольцом, а утром 25 августа 1942 года узников на грузовиках увезли ко дворцу Пусловских в районе урочища Марачевщины (Меречовщина, Морочовщина), в 1,5 километрах от Коссово, рядом с усадьбой Тадеуша Костюшко. Всех узников — от грудных младенцев до немощных стариков — грузили в автомашины навалом, по показаниям свидетелей — «как дрова».
Люди были убиты возле дворца и внутри дворца. Тела, видимо, были перенесены или перевезены на городище, расположенное вблизи дворца, либо убийства проходили и там. В этот день было убито около 3500 (1400) евреев, а гетто было окончательно уничтожено.
Один 70-летний старик выбежал из толпы, которую вели на расстрел, взбежал на второй этаж полуразрушенного бывшего замка, из окна стал проклинать немцев и был застрелен.
В начале сентября 1942 года немцы и полицаи собрали около 200 пойманных евреев, которые смогли избежать расстрела в августе и прятались, и убили их на окраине Коссово у дороги на Нехачево по направлению к железнодорожной станции.
Всего в Коссово было убито около 4500 евреев.

## Случаи спасения и Праведники мира

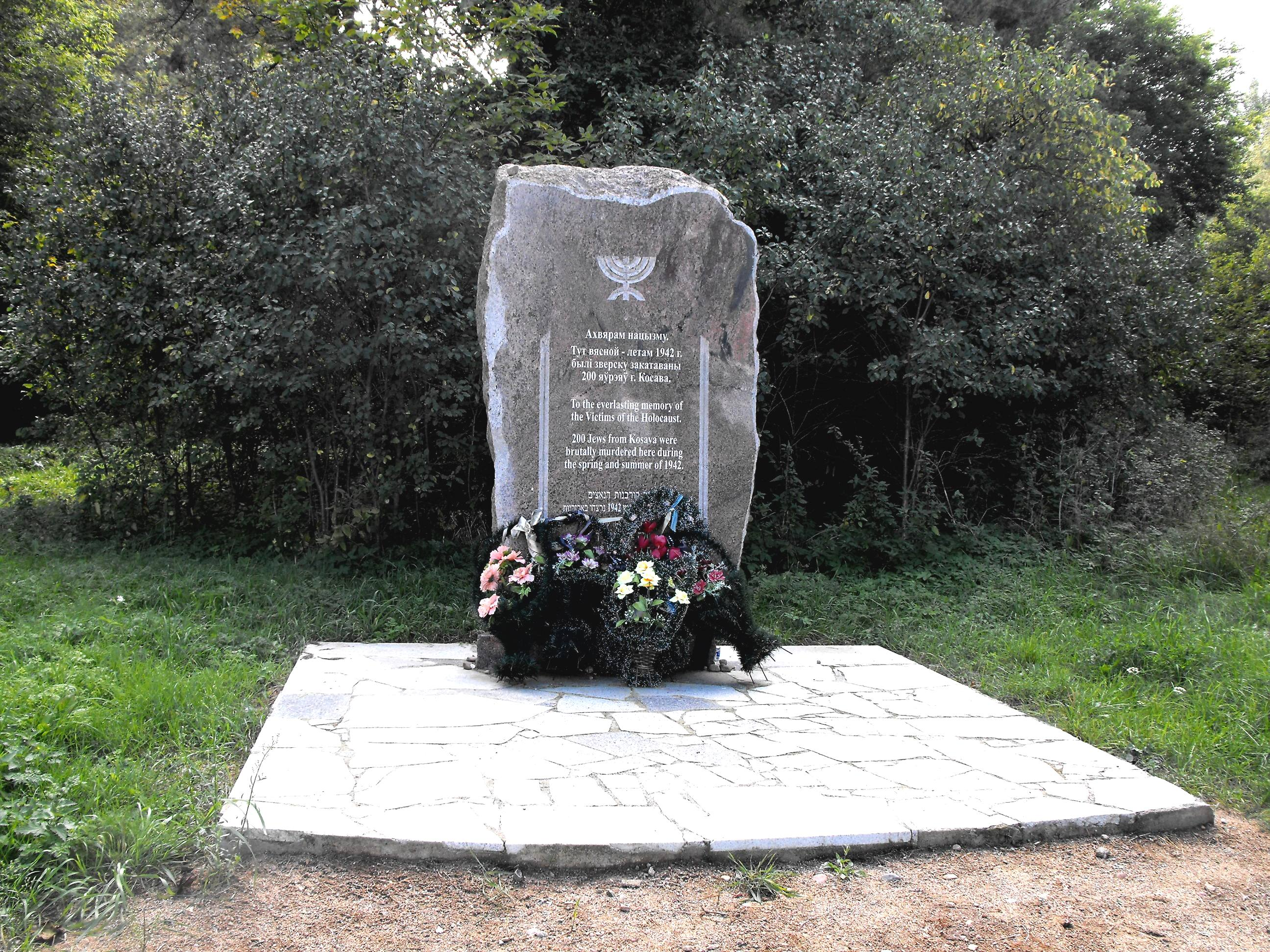
Памятник недалеко от одного из мест убийства евреев в урочище Яловасто на окраине Коссово

Бежать из гетто было некуда, в лесах без еды и оружия выжить было практически невозможно, партизан в Западной Белоруссии до 1942 года не было. Физическое истощение от голода и непосильной работы и враждебное местное окружение заранее обрекали на смерть любого еврея, решившихся на побег. К тому же, немцы обманывали узников, обещая за покорность оставить в живых, и угрожая за побег даже одного еврея расстрелять всех его близких или даже всё гетто.
После массовых казней в июле 1942 года оставшиеся в живых обитатели гетто ждали своей очереди, но часть узников смогла спастись благодаря партизанам. В ночь со 2 на 3 августа 1942 года во время атаки на Коссово партизанского отряда под командованием П. В. Пронягина более 200 евреев, в том числе старики, женщины и дети, смогли бежать из гетто и примкнуть к отряду. Входившая в состав отряда 51-я группа, в большинстве состоящая из евреев, первой ворвалась в Коссово, а в целом в отряде Пронягина евреи-партизаны составляли третью часть численности боевого состава. Партизаны из 51-й группы ходили по кварталу гетто и кричали на идише: «Евреи, выходите! Мы еврейские партизаны».
Некоторые из бывших узников коссовского гетто добились выдающихся результатов в рельсовой войне против немцев: например, Н. Ликер взорвал 28, а К. Зорах — 20 вражеских эшелонов; как подрывник прославился Циринский. Шолом Холявский, один из руководителей восстания в Несвижском гетто и участник белорусского партизанского движения, писал: 

«Я не утверждаю, что каждый еврей в гетто участвовал в подпольном движении или боролся с врагом, но нельзя отрицать, что весь характер жизни в гетто был подпольным. Это был массовый еврейский героизм».
В Коссово два человека были удостоены почетного звания «Праведник народов мира» от израильского мемориального института «Яд Вашем» «в знак глубочайшей признательности за помощь, оказанную еврейскому народу в годы Второй мировой войны». Это Русецкие Ефим и Юлия — за спасение 28 евреев (в том числе Зимака Захара и Александры).

## Память
На братской могиле узников гетто в урочище Меречевщина, где летом 1942 года гитлеровцы и полицаи убивали евреев из Коссовского гетто, воздвигнут памятник убитым — камень-валун с прикрепленной мраморной доской: «Здесь покоится прах более 3-х тыс. евреев, жителей г. Коссово, расстрелянных немецкими нацистами в 1942 году.».
В июле 2011 года в урочище Яловасто установлен мемориальный камень в память расстрелянных там 200 евреев из Коссовского гетто.

## Комментарии
1. ↑  Это не согласуется с данными, что со 2 сентября, когда немецкий гарнизон в Коссово был разгромлен, до начала сентября 1942 года власть в городе принадлежала партизанам[18]